# Justo Sierra (buque)
Justo Sierra es un buque oceanográfico perteneciente a la Universidad Nacional Autónoma de México. Es uno de los dos buques de este tipo con los que cuenta esta universidad, junto a El Puma. Fue construido a principios de los años 1980, siendo abanderado el 20 de noviembre de 1982.
Su base está en Túxpam de Rodríguez Cano (Veracruz de Ignacio de la Llave). Su operación es responsabilidad de la Coordinación de Plataformas Oceanográficas (COPO), que depende de la Coordinación de la Investigación Científica de la UNAM.
Las funciones de este buque se centran en  contribuir al desarrollo de las ciencias del mar por lo cual cuentan con el equipamiento necesario para realizar estudios de diversas disciplinas de Oceanografía y Geofísica marina.
Fue diseñado para realizar múltiples operaciones, contando con una gran maniobrabilidad para poder operar bajo diversas condiciones meteorológicas, que le permite realizar movimientos laterales y giratorios. Además, cuenta con los recursos necesarios para permanecer en el mar por un tiempo aproximado de 25 días.